# Rosa micrantha
Rosa micrantha là loài thực vật có hoa trong họ Hoa hồng. Loài này được Borrer miêu tả khoa học đầu tiên năm 1813.

## Hình ảnh

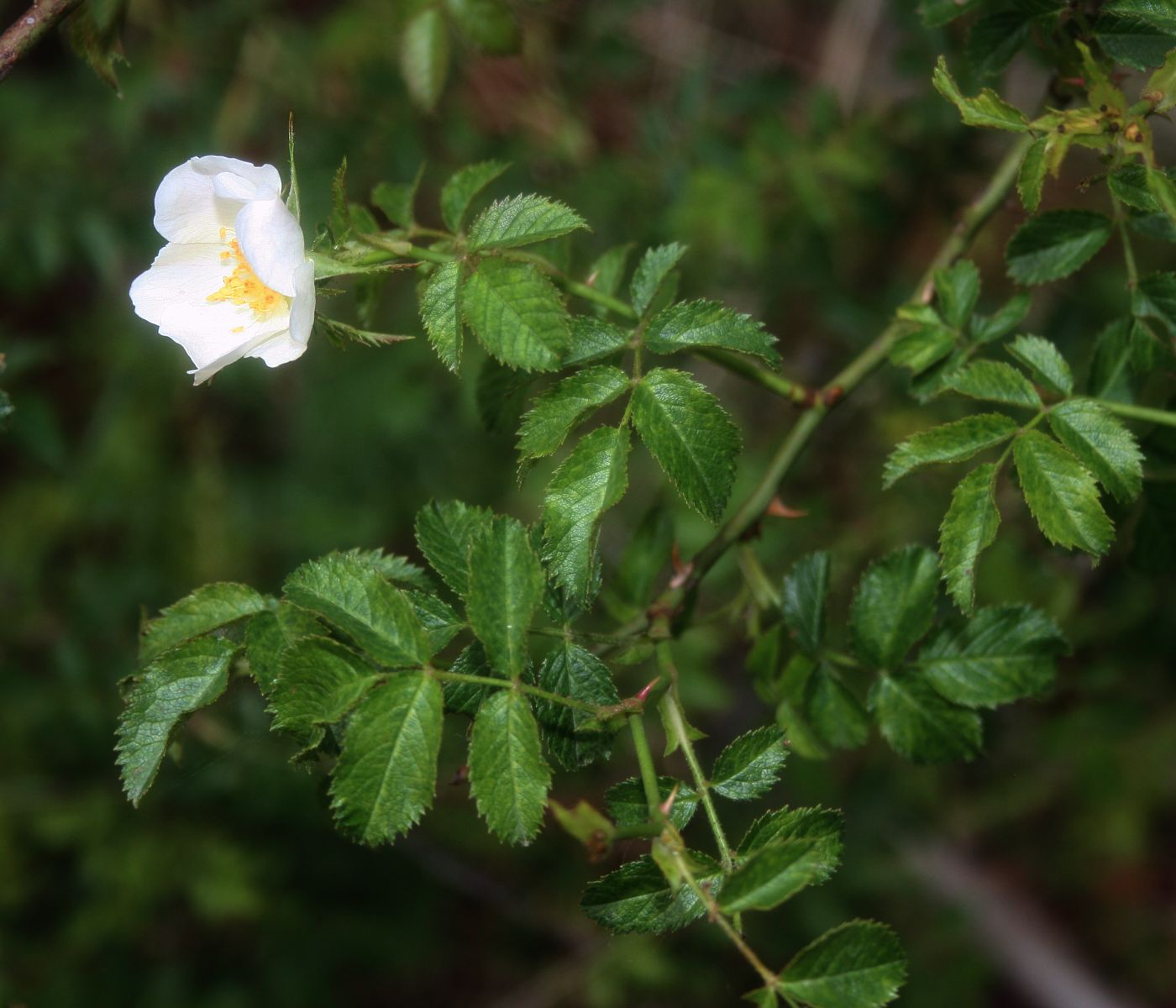
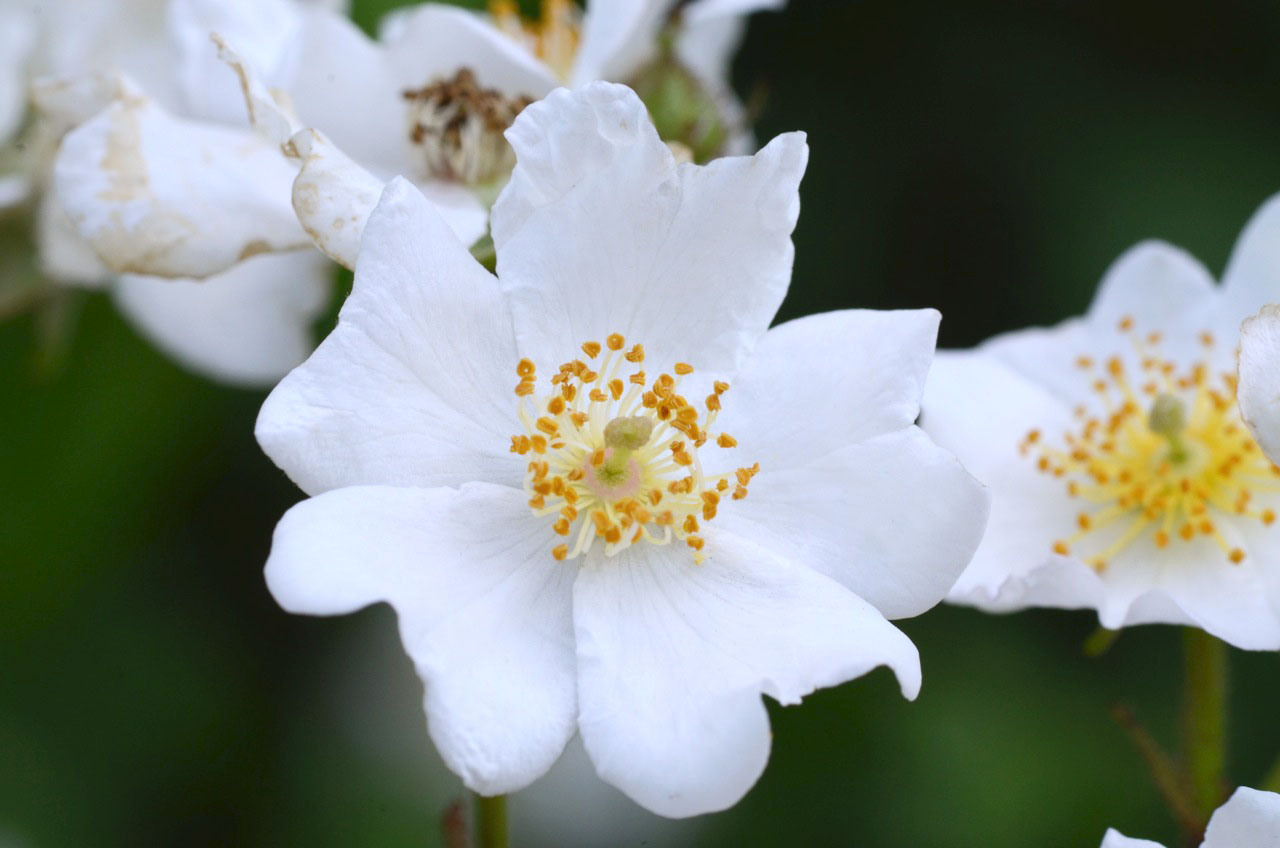
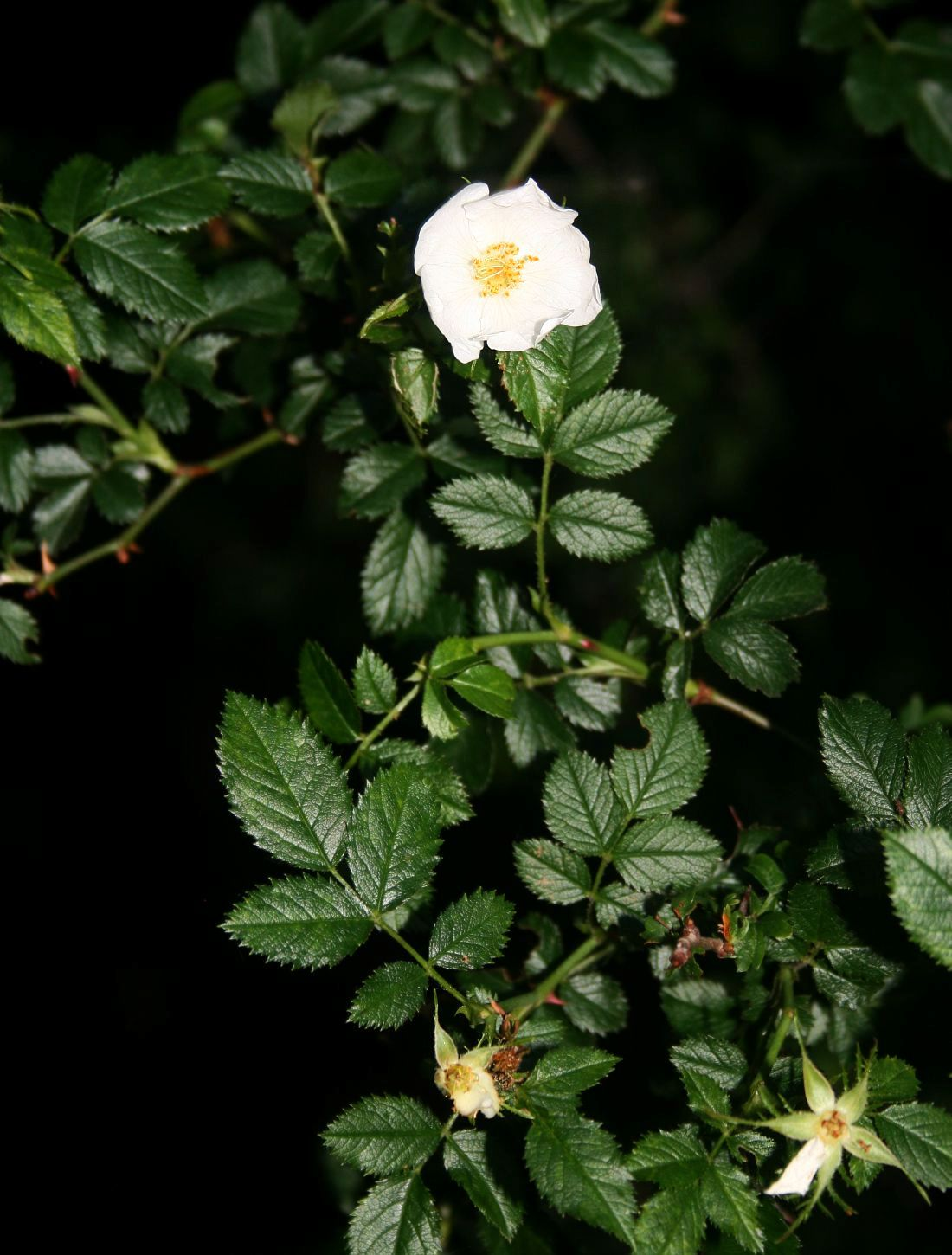
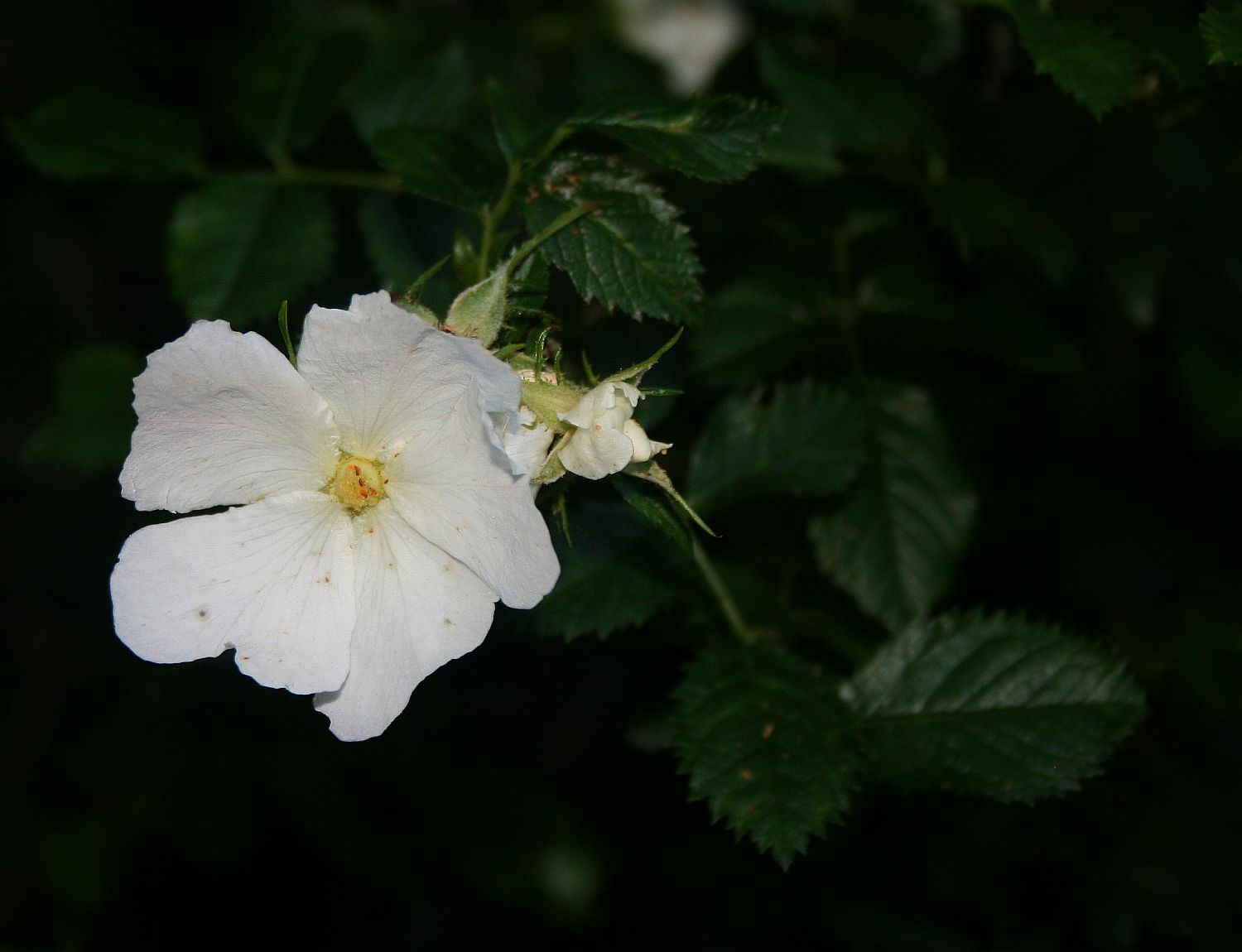